# Ruta S-16
La Ruta S-16 es una carretera chilena asfaltada de la Provincia de Cautín, en la Región de La Araucanía que une a las comunas de Galvarino, Cholchol y Nueva Imperial en el sur de Chile. La ruta se inicia en el enlace Lautaro-Galvarino (Ruta S-10), en El Alto, y termina en la intersección de las avenidas República y Juvencio Valle en Nueva Imperial.
El tramo de 23 kilómetros entre Galvarino y Cholchol es de alto tráfico y su articulación con la Ruta S-20 une a Galvarino con Temuco.

## Hitos
Enlaces
- kilómetro 0 Enlace Lautaro-Galvarino, Ruta S-10.
- kilómetro 13 Límite comunal Galvarino - Cholchol.
- kilómetro 16 Límite comunal Lautaro - Galvarino.
- kilómetro 21 Avenida Balmaceda, Cholchol.
- kilómetro 23 Enlace Ruta S-20 (Calle Arturo Prat), a Temuco.
- kilómetro 24 Puente sobre río Cholchol.
- kilómetro 35 Puente sobre río Cholchol.
- kilómetro 41 Avenida República, Nueva Imperial.

Otros hitos
- kilómetro 22 Cementerio de Cholchol.
- kilómetro 23 Plaza de Armas de Cholchol.
- kilómetro 24 Balneario Cholchol.
- kilómetro 41 Cementerio de Nueva Imperial.

- Datos: Q21834716